# Geografía de Argelia

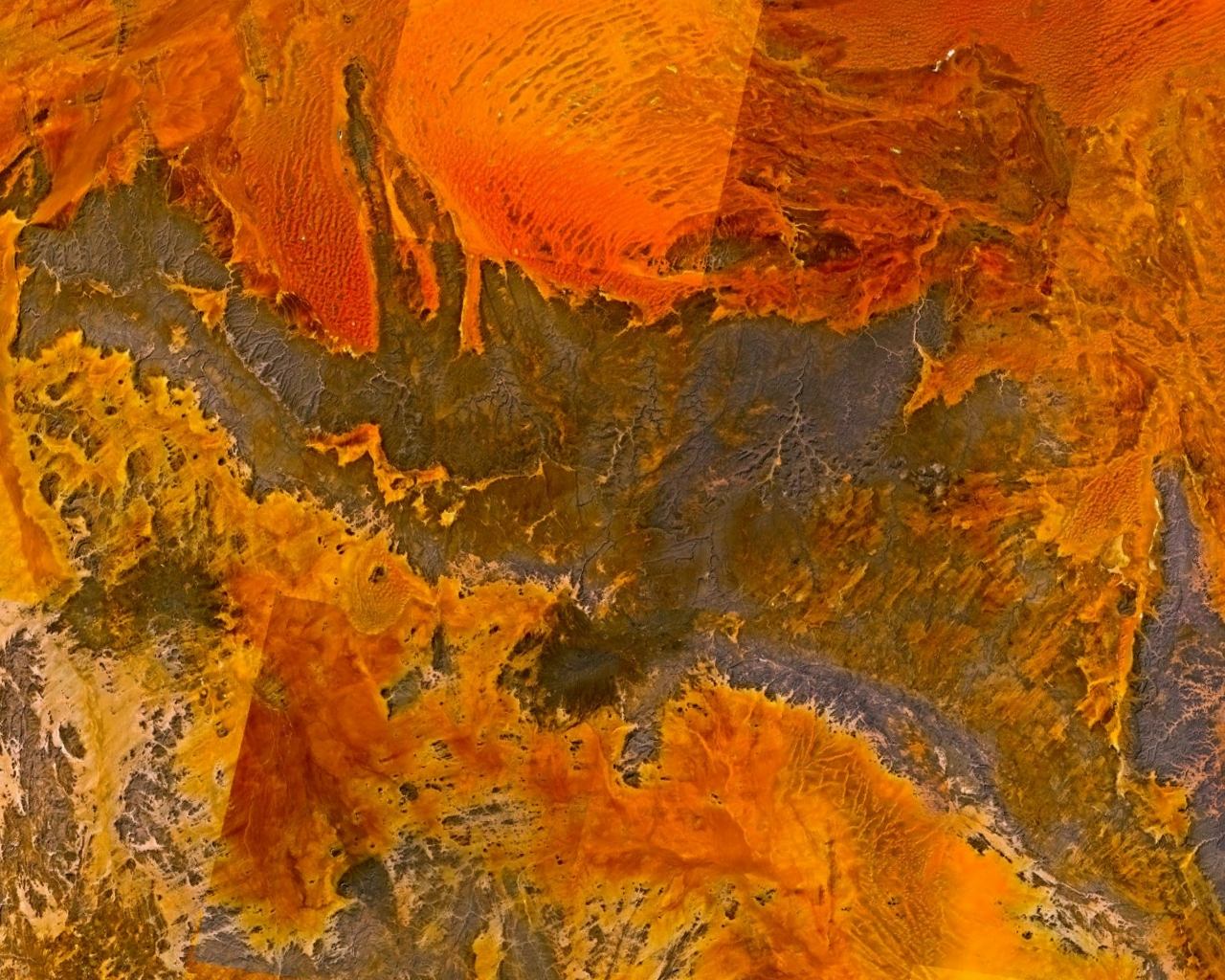
Imagen de satélite: Tassili n'Ajjer

La geografía de Argelia está constituida de una multitud de relieves. El norte está dividido de oeste a este por una doble barrera montañosa, los Atlas Tellianos y los Atlas Saharianos. Mientras que el área costera central está cubierta de bosques, en el este hay vastas llanuras y en el sur el Sahara cubre el 84 % del territorio argelino, llamado oficialmente Gran Sur argelino. 
Se trata del país más extenso de África con 2 381 741 km², cuatro veces la superficie de Francia o sesenta veces la de Suiza.

## Características físicas
La mayor parte del país la ocupa el desierto del Sáhara, mientras que la región del Tell, en el norte, configura el resto. El Tell representa sólo el 15 % del territorio pero allí se encuentra la gran mayoría de la población y toda la tierra de cultivo. Está atravesado por varias formaciones montañosas. La primera de ellas es el Atlas telliano, una prolongación del Alto Atlas marroquí que recorre todo el norte del país hasta Túnez. No se trata de una cordillera ininterrumpida, sino de varias cadenas diferentes, de manera que no constituye una barrera infranqueable. En esta zona existen fantásticos parajes montañosos, en especial en la Cabilia, región situada al este de Argel.
Al sur del Atlas se hallan las altiplanicies (Hauts Plateaux). Más al sur todavía, el Atlas Sahariano (Atlas Saharien) es la última cadena montañosa antes de llegar al desierto del Sáhara. El Sáhara representa el 85 % restante del territorio argelino, así como gran parte del de otra media docena de países. Su superficie supera los nueve millones de kilómetros cuadrados y abarca desde el océano Atlántico al Mar Rojo. A pesar del concepto erróneo que en general se tiene, el Sáhara no es sólo una gran extensión de arena. Es cierto que tales extensiones existen, pero también hay cordilleras (como la del Hoggar, que culmina a una altitud de unos 3000 m), llanuras sin ningún tipo de vegetación (donde el rasgo más característico en muchos kilómetros es una piedra del tamaño de una pelota de tenis) y numerosos oasis, donde existen pequeños núcleos habitados y en los que se producen los dátiles más sabrosos del mundo.
La vegetación del desierto varía desde el esparto en las llanuras del M'Zab a zonas del tamaño de Inglaterra en las que nada crece. Como es de suponer, los grandes ríos se encuentran en el norte del país, e incluso muchos de ellos son estacionales. Los principales embalses para el riego se hallan en las montañas al oeste de Argel, mientras que los del nordeste producen el 5 % de la energía del país, de origen hidroeléctrico.
Con un área de unos 2,4 millones de kilómetros cuadrados (cinco veces el tamaño de California o de Francia), Argelia es el país más grande de África.

## Clima

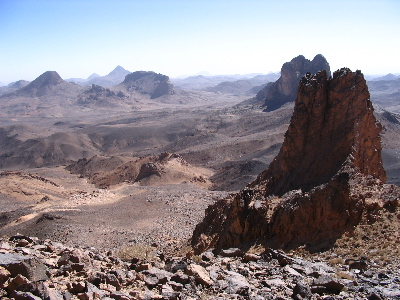
Macizo de Hoggar

La geografía y la vegetación argelina y por consiguiente, la distribución de su población, están más condicionadas por el clima que por el relieve. El régimen de precipitaciones oscila entre los 1000 mm anuales en la región de la Cabilia y al prácticamente nulo en algunos lugares del Sáhara; de hecho, algunas ciudades del Sáhara llevan hasta 20 años sin que haya llovido una sola vez. 
En el norte, el verano suele ser caluroso (la media ronda los 32 °C) y con un alto índice de humedad en la zona costera. En el Sáhara, la temperatura media es de 45 °C pero con frecuencia asciende a 50 °C o más. El invierno en el norte es frío y húmedo, con nieve en las cimas de las montañas al sur de Argel (ocasionalmente hay fuertes nevadas hasta en la ciudad de Argel). En el Sáhara, las temperaturas nunca bajan hasta ese extremo, pero durante el día la media es de 25 °C. Tamanrasset se encuentra en el macizo de Hoggar y disfruta de un verano benigno y un invierno más frío, ya que está situada a más de 1500 metros de altura. En la cercana Assekrem, por la noche las temperaturas descienden bajo cero.

## Hidrografía

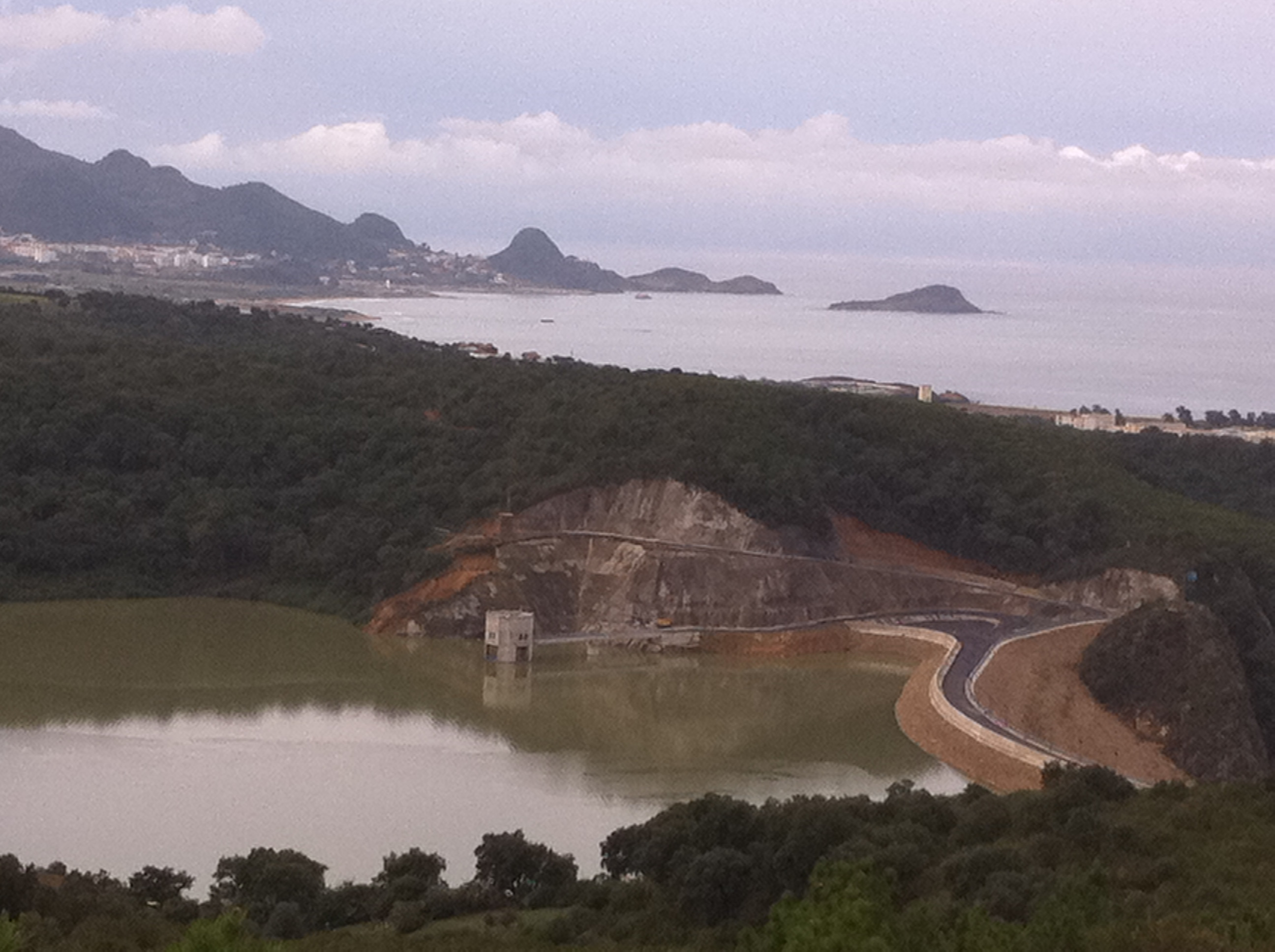
Embalse de Kessir, en la costa mediterránea

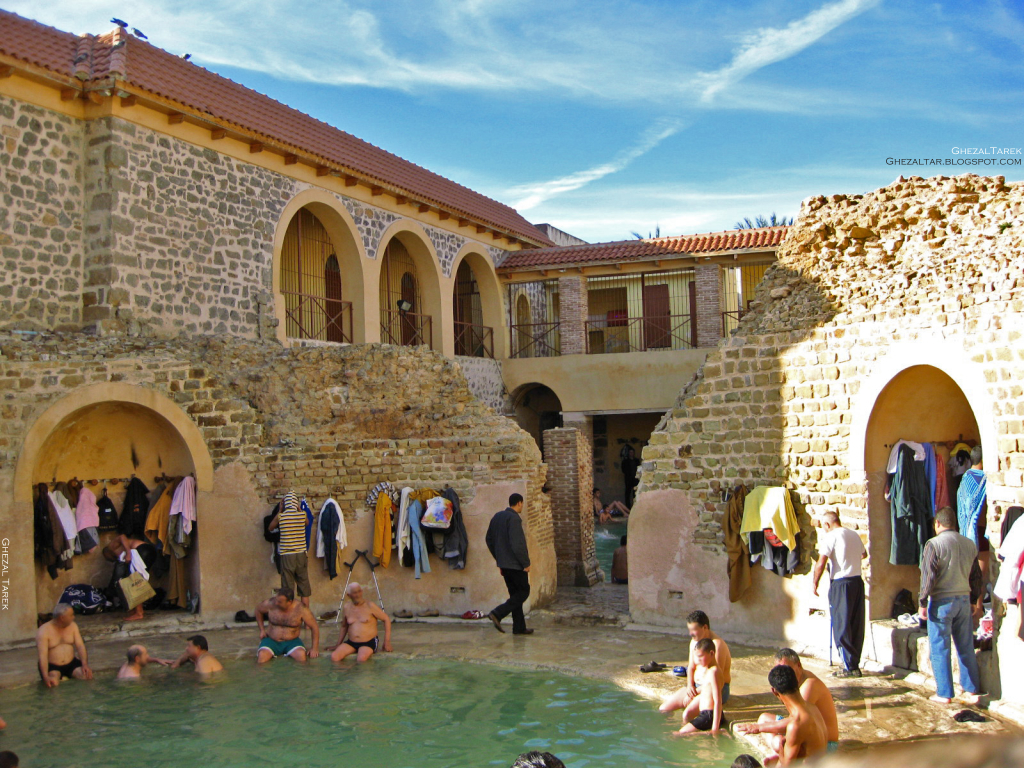
PIscina circular del baño romano del Hammam Essalihine, en el Aurés.

Hay cinco cuencas hidrográficas principales en Argelia, cuatro se encuentran en la costa mediterránea y una en el Sáhara. Esta última ocupa más de la mitad del país y es completamente desértica, pero posee dos de los acuíferos de agua dulce más grandes del mundo, el Continental Intercalar (CI) y el Complejo Terminal (CT). Los dos acuíferos están separados por la dorsal del M'Zab, que va de norte a sur y divide la plataforma continental en dos cuencas hidrogeológicas. Al oeste, la Intercalar, de unos 280 000 km², y al este, la Terminal, de unos 500 000 km², que ocupa también territorios de Túnez y de Libia. Entre ambos forman el Sistema Acuífero del Sahara Septentrional.
Al nordeste de la cuenca sahariana, se encuentran una serie de chotts, lagos salados endorreicos, de los que el más importante es el chott Melrhir, la mayor de una serie de depresiones que se extienden desde el golfo de Gabes y se adentran en el Sahara. Situado bajo el nivel del mar, el chott se llena de agua en invierno y alcanza una extensión máxima de 6500 km².
Al sur de la región montañosa del Tell, los cursos de agua no son permanentes. Hay numerosos lagos temporales, pero la mayoría están secos o son lagos salados como Chott Ech Chergui y Chott el Hodna. Más allá del Atlas Sahariano, la capa freática del Sahara origina numerosos oasis en las zonas bajas, entre ellos Djanet, Gardaya, Ouargla, Oued Righ, Tabelbala, Tamanrasset, Timimoun, Touggourt, Tolga, Filiach y Zaatcha. Se conocen diversas capas freáticas en los lechos de ríos como el Ghir, M’zab y Saoura, además de los dos grandes acuíferos ya mencionados del Sahara septentrional.
En la región de Aurés, en el nordeste, detrás de las montañas del Tell y frente a Túnez, se encuentran numerosas fuentes termales, entre las que destacan la fuente caliente del Hammam Essalihine de Khenchela, el Hammam el Knif, las fuentes de Batna (Kasrou), Biskra, y Guelma (hamam Maskhoutine), y el oued Charef en la provincia de Souk Ahras.
En el sudoeste destaca el río Draa, que transcurre durante 390 km por la frontera de Marruecos al sur de este país. El Draa nace en el Alto Atlas y recorre 1000 km antes de desembocar en el océano Atlántico.

### Las cuencas mediterráneas
Las cuatro cuencas hidrográficas principales que bordean la costa son: Oeste (Oranie Chott-Chergui), Chelif (Cheliff-Zahrez), Centro (Algerois-Hodna-Soummam) y Este (Constantinois-Seibús-Mellegue), la más rica y húmeda, con el 39 % el agua del país.
La ANRH (Agence Nationale des Ressources Hydrauliques) francesa considera la existencia de 17 cuencas hidrográficas, las que drenan el Atlas telliano son 11, de oeste a este, Tafna, Macta, costa de Orán, Cheliff, costa de Argel, Isser, Soummam, costa de Constantina, Kebir–Rhumel, Seibús y Medjerda–Mellegue. Las otras seis cuencas, interiores, son: Chott el Hodna, Chott Melrhir, Alta meseta de Constantina, Alta meseta de Orán, Sahara y Zahrez. Las once cuencas tellianas tienen una superficie de 131 106 km².
La primera cuenca, Oranie Chott-Chergui, entre la frontera marroquí, Orán y Mostaganem, está formada por cuatro subcuencas: Costa de Orán, Macta, Tafna y Alta Meseta de Orán. Posee pocos ríos importantes, entre ellos los uadis Aghbal, que forma el último tramo de la frontera con Marruecos (que al llegar a Saïdia se convierte en el río Kis), El Mersa, Dahmane, el río Tafna (317 hm³), Mrknaissya, El Hallouf y El Malah (antiguo río Salado). El río Macta es un uadi costero, entre Arzew y Mostaganem, formado por la unión de dos ríos, el Sig y el Habra. Los pantanos del Macta tienen interés ecológico por la biodiversidad que contienen.
La segunda cuenca, Cheliff-Zahrez, posee el río más importante de Argelia, el río Cheliff (1360 hm³), que nace en el Atlas Sahariano, cerca de Aflou, viaja primero hacia el norte por una árida meseta durante más de la mitad de su recorrido y cuando encuentra las montañas tellianas, gira hacia el oeste y recorre un amplio valle de unos 200 km de longitud al sur de la cordillera hasta desembocar junto a la ciudad de Mostaganem, al norte de Omán, en el mar Mediterráneo. Es un río de curso irregular, que tiene como afluentes principales a los ríos Rhiou, Sly, Fodda, Rouïna y Derder, que lo abordan por la orilla izquierda desde las alturas meridionales, más bajas. En todos ellos se han construido embalses importantes para convertir el valle en una fértil zona agraria.
La tercera cuenca, Centro, tiene cuatro subcuencas, Costa de Argel, Isser, Soummam y Chott Hodna. Los ríos más importante son el Soumam (636 hm³), que desemboca en Bugía, el río Isser (527 hm³) y el Sebaou (891 hm³) (con el embalse de Takssebte), pero hay muchos ríos pequeños, de corto recorrido, que descienden desde las montañas tellianas hacia el Mediterráneo: Roumane, Kramis (embalse de Achacha), Boughalem, Baker, Abri, Selkou, Guelta, Boukhalfa, Boularouah, Tarzout, Bouchera, Hamlil, Damous, Es Sebt, Messelmoun, Hachem, Mazafran, El Harrach (300 hm³, desemboca en pleno centro de la bahía de Argel), El Hamiz (al este de la ciudad), el lago de Reghaia,  en su afluente Aissi), Yousef, Flidoun, Daas, Saket, Agrioun y Kessir (con el embalse de su nombre).
En la cuarta cuenca, Constantina-Seibús-Mellegue, al nordeste del país, hay cinco subcuencas, Costa de Constantina, Kébir Rhumel, Medjerdah, Seibús y Alta meseta de Constantina. De oeste a este, se aprecian los ríos Kebir Este (595 hm³), Zhour, Tamanart, Guergoura, Seibús (761 hm³), Bou Alalah y el lago de Oubeira. La mayoría están secos en verano. Otro río destacable en esta región, pero que hace la mayor parte de su recorrido por Túnez, es el río Meyerda.
Las cuencas endorreicas situadas en las altas mesetas se pierden en gran parte en los chotts por evaporación.

### Embalses de Argelia

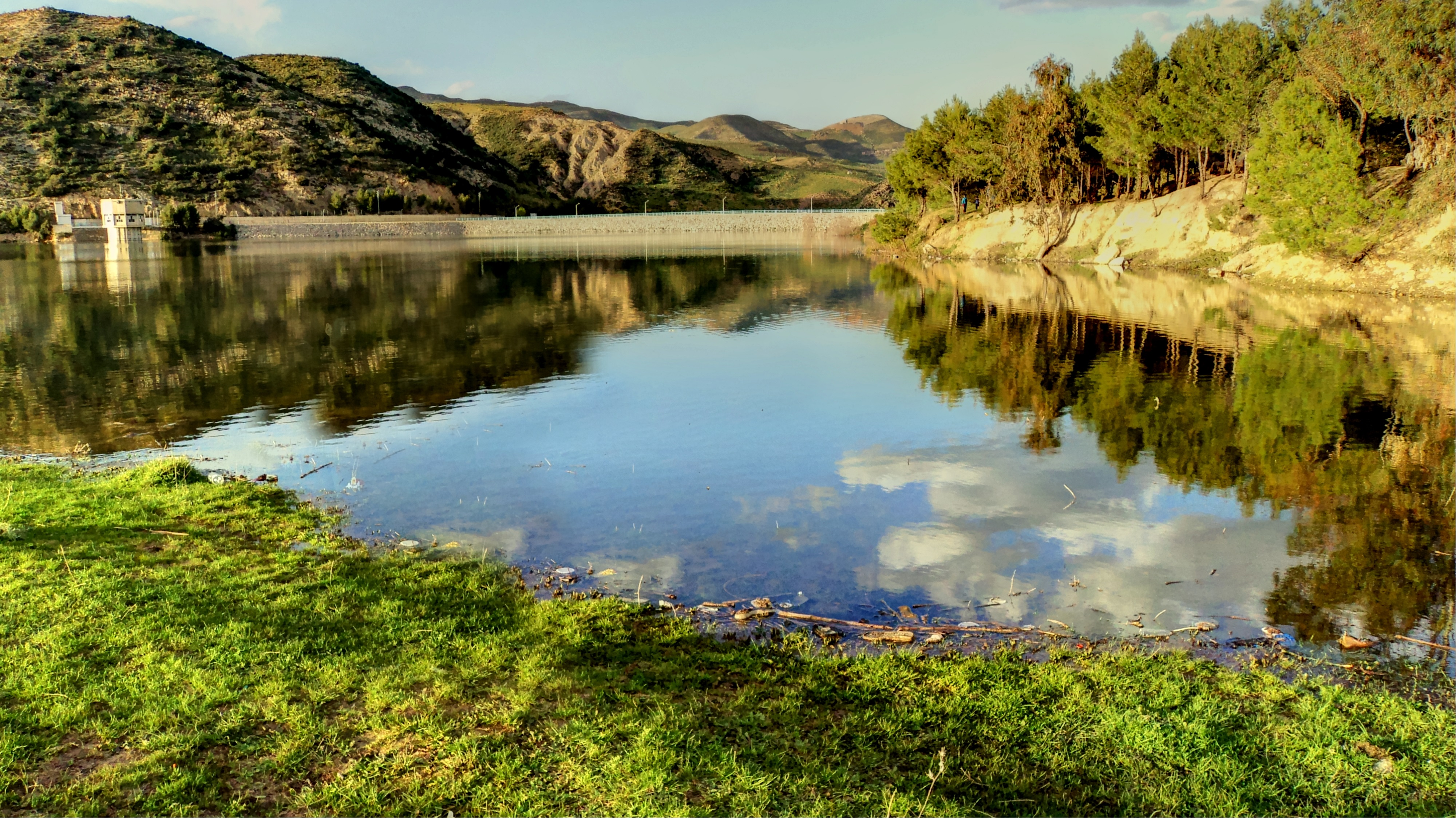
Embalse de Ain Dalia en la provincia de Souk Ahras.

En 2016 había en Argelia 94 embalses operativos, dentro de un plan de construcción de pantanos que ha elevado considerablemente su número en los últimos años. El primer embalse se construyó entre 1926 y 1932, el lago Lamartine, en la cuenca del río Cheliff. En 1999, en Argelia solo había 31 embalses de más de 10 hm³; en 2000, había 43 embalses y en 2007 había 49 dignos de ese nombre, aunque el total de presas en explotación era de 110, muchas de ellos afectadas por la colmatación. En ese momento, la capacidad de suministro de agua en Argelia procedía solo en un 21,4 % de embalses, el 72,6 % de pozos y el 6 % de fuentes. Los proyectos incluían la construcción de 60 embalses desde el año 2005, a razón de 4 o 5 cada año, y las obras ya se habían iniciado en al menos una treintena.
En 2014 había 70 embalses con una capacidad global estimada de 7000 millones de m³. La previsión era realizar 30 nuevos embalses entre este año y 2019, con unas previsiones de 96 embalses en 2016 y de 139 embalses en 2030, con la capacidad de movilizar 12 000 millones de m³ de agua.
En 2016 entraron en servicio 6 embalses, que se sumaron a los 75 existentes. La Agence nationale des barrages et transferts (ANBT) explotaba 68 embalses, con una capacidad total de 7000 millones de m³, de los que 900 millones son para el aprovisionamiento de agua potable y 600 millones para el regadío. En curso de realización hay 13 embalses.
El embalse más grande e importante de Argelia es el embalse de Béni Haroun, con una capacidad de casi 1000 millones de m³, que forma parte de un complejo hidráulico en el que de momento se incluyen otros tres embalses y grandes canalizaciones.

## Información general
Ubicación: África del Norte, junto al Mar Mediterráneo, entre Marruecos y Túnez
Coordenadas geográficas: 28° N, 3° E
Área total: 2 381 740 km²
Fronteras terrestres:
- Total: 6343 km
- Países limítrofes: Libia 982 km, Malí 1376 km, Mauritania 463 km, Marruecos 1559 km, Níger 956 km, Túnez 965 km, Sáhara Occidental 42 km

Costas marítimas: 1640 km
Reclamos de soberanía marítima:
- Zona de pesca exclusiva: 32-52 m.n.
- Mar territorial: 12 m.n.

Tipo de terreno: La mayoría del terreno está ocupado por mesetas elevadas y desierto; algunas montañas; planicie costera angosta y discontinua.
Elevaciones extremas:
- Punto más bajo: Chott Melrhir -40 m
- Punto más alto: Monte Tahat 2918 m

Recursos naturales: petróleo, gas natural, mineral de hierro, fosfatos, uranio, plomo, zinc
Uso de la tierra:
- Tierras arables: 3,12 %
- Cultivos permanentes: 0,21 %
- Otros: 96,58 % (est. 1998)

Tierras irrigadas: 5600 km² (est. 1998)
Riesgos naturales: Posibilidad de intensos terremotos en las áreas montañosas. Aludes de lodo.

## Provincias

Provincias, wilayas o vilayatos de Argelia

Argelia se divide en 58 provincias o wilayas:
| - 1 Adrar - 2 Chlef - 3 Laghouat - 4 Oum el-Bouaghi - 5 Batna - 6 Béjaïa - 7 Biskra - 8 Béchar - 9 Blida - 10 Bouira - 11 Tamanrasset - 12 Tébessa - 13 Tlemcen - 14 Tiaret - 15 Tizi Ouzou - 16 Argel | - 17 Djelfa - 18 Jijel - 19 Sétif - 20 Saida - 21 Skikda - 22 Sidi Bel Abbes - 23 Annaba - 24 Guelma - 25 Constantina - 26 Médéa - 27 Mostaganem - 28 M'Sila - 29 Muaskar - 30 Ouargla - 31 Orán - 32 El Bayadh - 33 Illizi | - 34 Bordj Bou Arréridj - 35 Boumerdès - 36 El Tarf - 37 Tinduf - 38 Tissemsilt - 39 El Oued - 40 Khenchela - 41 Souk Ahras - 42 Tipasa - 43 Mila - 44 Aïn Defla - 45 Naama - 46 Aïn Témouchent - 47 Ghardaïa - 48 Realizan |

## Áreas protegidas de Argelia
En Argelia hay 78 áreas protegidas reconocidas internacionalmente, que ocupan 174 200 km², el 7,5 por ciento de la superficie del país, y apenas 110 km² de superficie marina. Hay 9 parques nacionales, 4 reservas naturales, 1 reserva natural marina, 1 reserva de caza y 2 parques culturales. De estas, 6 son reservas de la biosfera reconocidas por la Unesco (en 2015 se añade el parque nacional de Belezma y en 2016 se añaden los montes de Tremecén) y 1 es patrimonio de la humanidad. A estos se añaden 50 sitios Ramsar.. Por su parte, BirdLife International reconoce 31 áreas de interés ornitológico y natural, que cubren un total de 137 270 km², con 318 especies de aves, de las que 14 son especies amenazadas y 2 son endémicas.
- Parque nacional de Belezma, 262,5 km²
- Parque nacional de Chrea, 260 km²
- Parque nacional de Djurdjura, 82,25 km²
- Parque nacional de El Kala, 800 km²
- Parque nacional de Gouraya, 20,8 km²
- Parque nacional de Djebel Aissa, 244 km²
- Parque nacional de Taza, 37,2 km²
- Parque nacional de Theniet El-Haâd, 34,25 km²
- Parque nacional de Tlemcen, 82,25 km²

Tassili n'Ajjer (133 300 km²) y el macizo de Ahaggar (44 670 km²) son parques culturales, aunque a veces se añade la denominación de parques nacionales delante del nombre. Tassili N'Ajjer, también conocido como parque nacional de Tassili (aun sin la categoría) es patrimonio de la humanidad por las pinturas rupestres, pero también es reserva de la biosfera y comprende el valle de Iherir, que es sitio Ramsar.

## Patrimonio de la Humanidad de Argelia
Lugares inscritos como patrimonio de la Humanidad de la Unesco:
- Tassili n'Ajjer, uno de los conjuntos de arte rupestre más grandes del mundo, con más de 15 000 dibujos y grabados prehistóricos, desde 6000 a. C. hasta los primeros siglos de nuestra era. El Tassili cubre 72 000 km², al sudeste de Argelia, en los confines de Libia. Además de las pinturas posee los llamados bosques de rocas, de arenisca erosionada, testimonio de acontecimientos geológicos y climáticos
- Al-Qal'a de Beni Hammad, son las ruinas de la primera capital de los emires hamaditas, fundada en 1007 y desmontada en 1152, ofrece la imagen de una ciudad musulmana fortificada. Se encuentra a 1000 m de altitud en el jebel Maadid, límite norte de las llanuras de Hodna. Su mezquita, de 63 por 53 m, con su sala de oración de 13 naves con 8 arcadas, es una de las más grandes de Argelia. El minarete que tiene actualmente 24,7 m de altura, destaca en el paisaje desnudo.
- Djémila, son los restos de una antigua ciudad romana, Cuicul, fundada bajo el reinado de Nerva (96-98) como sitio defensivo, en un espolón rocoso, a 900 m de altitud, entre dos uadis, en el norte de Argelia. Poseía foro y senado. En el siglo III, fuera de la muralla se construyen el templo de Septimio Severo, el arco de Caracalla, un mercado y una basílica civil. Luego se añaden una catedral y una iglesia, cuyo baptisterio es de los más grandes del periodo paleocristiano. Destacan los mosaicos.
- Casba de Argel, tipo único de medina o ciudad islámica. En la costa argelina. Comprende vestigios de la ciudadela, antiguas mezquitas, palacios otomanos y alguna estructura urbana tradicional perfectamente integrada. Habitada desde el siglo VI a. C., el nombre se aplica al conjunto de la ciudad vieja de El Djazaïr, en los límites marcados por las murallas de la época otomana edificadas a finales del siglo XV. Viven unas 50 000 personas.
- Valle de M'Zab, son cinco ciudades fortificadas construidas en el siglo X por los ibadíes que conservan casi intactas, y el paisaje que las envuelve. A 600 km al sur de Argel, en pleno Sáhara. Además de las ciudades o ksours, se incluyen los palmerales de El-Atteuf, de Bounoura, Melika, Ghardaïa y Béni-Isguen (creados entre 1012 y 1350). Alrededor de la mezquita, construida como una fortaleza con arsenal y silo, y el minarete como torre de vigilancia, se articulan las casas cúbicas e iguales dispuestas en círculos concéntricos hasta la muralla.
- Timgad. Son las ruinas de una ciudad romana, construida en torno al año 100 por Trajano como colonia militar, con su plano ortogonal, su cardo y su decumanus, es el ejemplo perfecto de urbanismo romano. Nordeste de Argelia, a 110 km al sur de Constantina.
- Tipasa, son las ruinas de un viejo puerto púnico en la costa argelina, 70 km al oeste de Argel, ocupado por los romanos. Conjunto único de vestigios fenicios, romanos, paleocristianos y bizantinos, del siglo VI a. C. al siglo VI d. C., vecino de monumentos autóctonos como el Kbor er Roumia, gran Mausoleo real de Mauritania.